# Жордан, Камиль (политик)
Ками́ль Жорда́н (фр. Camille Jordan; 1771, Лион — 1821) — французский политик.

## Биография

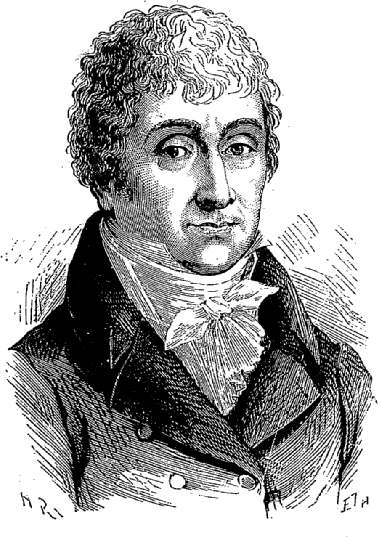
Камиль Жордан

В первые годы Великой Французской революции был её горячим приверженцем; но когда в 1793 году в Лионе произошло столкновение якобинцев с более умеренной партией, Жордан примкнул к последней. После победы якобинцев Жордан вынужден был бежать сначала в Швейцарию, затем в Лондон; где изучал политический и общественный строй Англии.
В 1796 году вернулся на родину и был избран депутатом в Совет пятисот, где примкнул к большинству, вступившему в борьбу со всем оставшимся от времён террора. В своих речах Жордан настаивал на возвращении прав священнослужителям, на восстановлении католического богослужения и употребления колоколов. 18 фрюктидора он был арестован, но бежал в Германию, где познакомился с лучшими представителями немецкой науки и литературы. Возвратясь на родину (1800) Жордан обратил на себя внимание Бонапарта, который попытался перетянуть его на свою сторону, но безуспешно.
Когда в 1802 году по всей Франции было всеобщее голосование о пожизненном консульстве, Жордан выступил с смелой брошюрой «Vrai sens du vote national sur le consulat à vie», где восставал против деспотических стремлений первого консула, порицал козни и происки полиции и в сильных выражениях напоминал о дорогой цене, которой была куплена свобода. В составлении этой брошюры был заподозрен родственник Жордана, Дюшен, и арестован; тогда Жордан признал себя автором брошюры, но консульское правительство не сочло возможным привлечь к ответственности столь популярное лицо.
Всё время существования Империи Жордан считал величайшим несчастьем Франции деспотизм Наполеона и видел возможность спасения только в конституционной монархии. Первая Реставрация дала возможность Жордану занять место члена Государственного совета. В 1816 году Жордан был избран членом палаты депутатов и способствовал основанию группы доктринёров. В своих речах он защищал личную свободу и требовал суда присяжных для преступлений, связанных с ограничением свободы слова. В промежуток между сессиями 1818 года и 1819 года Жордан выпустил в свет известное сочинение «Sur la session de 1817», где обличал дела ультрароялистской партии. Сборник статей и речей Жордана представляет прекрасный памятник французского политического красноречия.